# جامع شمسي باشا
جامع شمسي باشا هو جامع يقع في أسكدار بإسطنبول.
يقال بأن معمار سنان وأثناء تصميميه لهذا الجامع أخذ البعاد كلها متوازية وذلك لكي تكون كبيرة وتتناسب مع القيم الروحية لهذا المكان.